# 三木城 (紀伊国)
三木城（みきじょう）は、志摩国英虞郡（のち紀伊国牟婁郡）北輪内三木（現・三重県尾鷲市三木浦町）にあった日本の城（平山城）。別名「三鬼城」。

## 概要
現在は尾鷲市立三木小学校になっている。物見であった南西の城山がわずかに往時の面影を残す。

## 歴史
紀伊新宮城主の堀内氏善は勢力拡大のため、三木城を攻め、城主の三鬼新八郎は九鬼嘉隆の援軍を得て撃退していた。氏善は一計を案じ、嘉隆の娘を妻に迎えて三鬼氏の孤立を図る。
そのため、天正3年（1575年）にまた氏善が攻めてきた際には九鬼嘉隆は三鬼氏を支援せず、城は落城し、新八郎は大和国吉野郡の上北山村へ逃れたものの、氏善の配下により殺された。
堀内氏善は少しの兵力を残して新宮に帰ったが、それを狙って紀伊長島城主である加藤甚五郎は奥村氏を誘って三木城を攻め落とし、在城した。これを知った氏善は天正4年（1576年）に2,000の兵力を率いて夜討ちをかけた。加藤の軍勢は多数の死傷者を出しながらも何とか本拠である紀伊長島城に戻ったが、奥村氏の裏切りにより更に不利な状況となり、数ヶ月間戦った後、紀伊長島城は焼失し、甚五郎は自刃した。54歳であったといわれている。
その後、三木城は三鬼新八郎の息子三鬼勘六が城主になった。

## 遺構・復元建造物
- 城山 - 尾鷲市史跡（1973年）に指定されている。「三木城跡」説明板。
- 本丸跡 - 三木小学校前から尾鷲市の街と港が眺望できる。
- 五輪塔 - 刻まれた文字から寛永年間に建てられたと思われる[2]。

### 周辺施設
- 登城口 - 鳥居をくぐらず、向かって右の石段を登ると本丸跡の三木小学校の門に到達。
- 模擬石垣 - 八幡大菩薩を祀る小祠の前に建造。

## 交通
- 紀勢本線（JR東海）九鬼駅から「尾鷲市ふれあいバス・八鬼山線」に乗り「市場前」バス停下車、徒歩3分
- 紀勢自動車道・尾鷲北ICから約30分